# Adenostoma
Adenostoma (lat. Adenostoma), rod zimzelenih grmova ili manjeg drveća iz porodice ružovki. Postoje dvije priznate vrste raširenih po američkoj državi Kaliforniji i poluotoku California u Sjevernoj Americi.
Cvjetovi su maleni, kod obje vrste bijele boje. 

## Vrste
1. Adenostoma fasciculatum Hook. & Arn.
2. Adenostoma sparsifolium Torr.